# Wanamekar
Wanamekar is een bestuurslaag in het regentschap Garut van de provincie West-Java, Indonesië. Wanamekar telt 6280 inwoners (volkstelling 2010).